# گانا ریزاتدینووا
گانا ریزاتدینووا (به انگلیسی: Ganna Rizatdinova) ژیمناست زادهٔ ۱۶ ژوئیهٔ ۱۹۹۳ میلادی اهل کشور اوکراین است.